# Казімеж Москаль
Казімеж Москаль (пол. Kazimierz Moskal, нар. 9 січня 1967, Сулковиці) — польський футболіст, що грав на позиції півзахисника зокрема за клуби «Лех» і «Вісла» (Краків), а також національну збірну Польщі.. По завершенні ігрової кар'єри — тренер.
Чотириразовий чемпіон Польщі.

## Клубна кар'єра
Народився 9 січня 1967 року в Сулковицях. Вихованець юнацьких команд місцевої «Госцибії» та краківської «Вісли».
У дорослому футболі дебютував 1985 року виступами за головну команду «Вісли», в якій провів п'ять сезонів, взявши участь у 131 матчі чемпіонату. Більшість часу, проведеного у складі краківської «Вісли», був основним гравцем команди.
1990 року перейшов до познанського «Леах», де на наступні чотири сезону також став гравцем основного складу. За цей час двічі, у 1992 і 1993 роках, ставав чемпіоном Польщі.
Згодом протягом 1994–1998 років виступав в Ізраїлі, де захищав кольори «Хапоеля» (Тель-Авів) та «Маккабі Іроні».
Повернувшись 1998 року на батьківщину, став гравцем «Гутника» (Краків), а за рік перейшов до іншої місцевої команди, добре йому відомої  «Вісли». За наступні чотири роки, проведені у цій команді, ще двічі, у 2001 та 2003 роках, виборював титул чемпіона Польщі.
Завершував ігрову кар'єру у команді «Гурник» (Забже), за яку виступав протягом 2003—2004 років.

## Виступи за збірну
1990 року дебютував в офіційних матчах у складі національної збірної Польщі.
Загалом протягом кар'єри у національній команді, яка тривала 5 років, провів у її формі 6 матчів, забивши 1 гол.

## Кар'єра тренера
Розпочав тренерську кар'єру невдовзі по завершенні кар'єри гравця, 2005 року, увійшовши до тренерського штабу краківської «Вісли» як асистент головного тренера. До 2011 року працював у структурі цього клубу на посадах помічника головного тренера, тренера другої і молодіжної команд. Тричі, у 2007, протягом 2011–2012, а також пізніше, 2015 року, працював головним тренером основної команди «Вісли».
Протягом 2010-х років також очолював команди клубів «Нецєча», ГКС (Катовіце), «Погонь» (Щецин), «Сандеція» та ЛКС (Лодзь).

## Титули і досягнення
- Чемпіон Польщі (4):

«Лех»: 1991-1992, 1992-1993
«Вісла» (Краків): 2000-2001, 2002-2003
- Володар Суперкубка Польщі (1):

«Лех»: 1992